# اژدهای پیت (فیلم ۱۹۷۷)
اژدهای پیت (انگلیسی: Pete's Dragon) فیلمی در ژانر فانتزی، موزیکال، و ماجراجویی به کارگردانی دان چفی و دان بلات است که در سال ۱۹۷۷ منتشر شد.

## بازیگران
- هلن ردی
- جیم دیل
- میکی رونی
- رد باتنز
- شلی وینترز
- سین مارشال
- جف کاناوی
- چارلی کالاس
- والت بارنس
- جیم بکوس
- رابرت استون